# Dithalama tetrasticha
Dithalama tetrasticha är en fjärilsart som beskrevs av Oswald Beltram Lower 1902. Dithalama tetrasticha ingår i släktet Dithalama och familjen mätare. Inga underarter finns listade i Catalogue of Life.